# ۱۲۲۰ (میلادی)
۱۲۲۰ (میلادی) هزارو دویست و بیستمین سال تقویم میلادی است.

## زادگان
- ۳۰ مه – الکساندر نوسکی، کاشف روسی

## درگذشتگان
- وولفرام فون اشنباخ، نویسندهٔ آلمانی